# 托拉奇
托拉奇（日语： Tolucky */?，或譯作特拉奇）為日本職棒阪神虎的吉祥物。主題是一隻老虎。

## 特徵
- 1987年7月18日，透過公眾募集命名，名字的由來是老虎（トラ）和幸運（ラッキー）二字的組合，該日也成為托拉奇的生日。
- 除了作為球隊吉祥物，母公司阪神電氣鐵道及其他相關企業也有可能使用托拉奇的徽章或標誌。
- 阪神的女性吉祥物拉琪（ラッキー）在登場初期被設定為托拉奇的妹妹，但後來變為女友的設定。